# Bluebelle

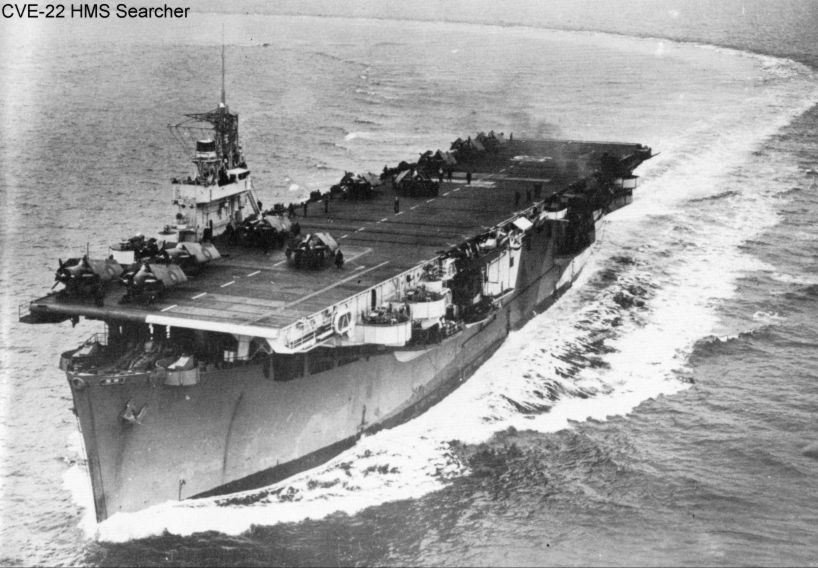
Navio cargueiro Captain Theo, que resgatou a garota Terry Jo do mar.

Bluebelle foi um ketch (um veleiro com dois mastros) de 18 metros que foi o local de cinco assassinatos brutais, cometidos em 12 de novembro de 1961.

## Histórico
O navio foi alugado pelo optometrista Dr. Arthur Duperrault (41 anos de idade) de Green Bay, Wisconsin, para uma viagem de Fort Lauderdale, Flórida, às Bahamas, que partiu em 8 de novembro de 1961. Acompanhando-o estavam sua esposa Jean (38) e seus três filhos: Brian (14), Terry Jo (11) e Renee (7). O navio foi capitaneado pelo piloto da Segunda Guerra Mundial Julian Harvey (44), acompanhado pela sua sexta esposa, Mary Dene (34), com quem se casou em julho.
Tarde da noite na viagem de volta, Harvey supostamente matou sua esposa, o Dr. Arthur, a Sra. Duperrault e duas das crianças, Brian e Renee. A menina Terry Jo, acordada pelos gritos, subiu ao convés, onde viu os corpos na cabine principal do navio e uma faca ensanguentada perto do cockpit, antes que Harvey lhe ordenasse ficar na parte de baixo. Ele então afundou a embarcação e se preparou para sair em um bote. Terry Jo foi capaz de desatar uma bóia de cortiça de 0,6 × 1,5 m e lançar-se sobre ela assim que o navio começou a afundar. Ela vagou por quatro dias sem comida ou água e estava perto da morte quando foi resgatada no Northwest Providence Channel pelo cargueiro grego Captain Theo.
Harvey tinha sido pego três dias antes no bote junto com o corpo de Renee. Ele disse aos investigadores da Guarda Costeira dos Estados Unidos que uma tempestade havia derrubado os mastros da Bluebelle, o que abriu o casco do navio e rompeu o tanque de combustível auxiliar, iniciando um incêndio. Ele afirmou que encontrou Renee flutuando na água e tentou, sem sucesso, reanimá-la. (Uma autópsia mostrou que ela havia morrido de afogamento.) No entanto, depois que Harvey foi informado do resgate de Terry Jo, ele se hospedou em um motel sob um nome falso e cometeu suicídio com uma lâmina de barbear.
Acredita-se que Harvey planejou matar sua esposa para cobrar sua apólice de seguro de indenização dupla, no valor de 20.000 dólares, mas ele foi visto pelo Dr. Duperrault e então teve que matá-lo, assim como a sua esposa e seus dois de seus filhos, que também podem ter testemunhado seu assassinato. Mais tarde foi descoberto que Harvey sobreviveu a um acidente de carro que matou outra de suas seis esposas e sua mãe e que seu iate Torbatross e seu barco a motor Valiant afundaram em circunstâncias suspeitas, gerando grandes indenizações de seguro a ele.
A escritora de mistérios Erle Stanley Gardner, entre outros, questionaram o porquê de Harvey não ter matado Terry Jo. Gardner especulou que Harvey poderia ter um desejo secreto ser pego e punido. O psicólogo de sobrevivência Richard Logan teorizou que Harvey tinha a intenção de matá-la, mas quando ela acidentalmente derrubou a corda ligada ao bote dele, ele foi forçado a mergulhar ao mar para evitar que ela flutuasse sem ele e assim a deixou viva no navio que afundava. Muitos anos depois, ela declarou em uma entrevista na televisão com Matt Lauer: "Eu acho que ele provavelmente pensou que eu iria morrer com o navio."